# Liste der Schulen in Solingen
Die Liste der Schulen in Solingen führt Schulen in der Stadt Solingen im Bergischen Land auf.
Die Stadt verfügt Stand 2024 über
- 21 Grundschulen
- 3 Förderschulen
- 1 Sekundarschule
- 5 Gesamtschulen
- 3 Realschulen
- 4 Gymnasien
- 3 Berufskollegs

und weitere private und ehemalige Schulen.

## Liste
| Schulform        | Name                                                      | Stadtteil                 | Gründungsjahr                         | Aktuelle Schülerzahl | Trägerschaft                                             | Bemerkungen | Bild |
| ---------------- | --------------------------------------------------------- | ------------------------- | ------------------------------------- | -------------------- | -------------------------------------------------------- | --- | ---- |
| Berufskolleg     | Friedrich-List-Berufskolleg (kaufmännisch) ⊙              | Mitte                     | 1857                                  | 1.300                | kommunal                                                 | benannt nach Friedrich List |      |
| Berufskolleg     | Technisches Berufskolleg Solingen ⊙                       | Mitte                     | 1904                                  | 2.000                | kommunal                                                 | |      |
| Berufskolleg     | Mildred-Scheel-Berufskolleg (haus- und sozialwirtschl.) ⊙ | Merscheid                 | 1967                                  |                      | kommunal                                                 | benannt nach Mildred Scheel |      |
| Berufskolleg     | Walter-Bremer-Institut (pharmazeutisch) ⊙                 | Mitte                     | 1969                                  | 170                  | Förderverein des WBI                                     | benannt nach dem Solinger Apotheker Walter Bremer, Im Gebäude des Friedrich-List-Berufskollegs |      |
| Gymnasium        | August-Dicke-Schule ⊙                                     | Mitte                     | 1873                                  | 1000                 | kommunal                                                 | benannt nach dem ehemaligen Solinger Oberbürgermeister August Dicke |      |
| Gymnasium        | Gymnasium Schwertstraße ⊙                                 | Mitte                     | 1841                                  | 1000                 | kommunal                                                 | |      |
| Gymnasium        | Humboldtgymnasium ⊙                                       | Wald                      | 1903                                  | 1.200                | kommunal                                                 | benannt nach den Brüdern Alexander und Wilhelm von Humboldt |      |
| Gymnasium        | Gymnasium Vogelsang ⊙                                     | Gräfrath                  | 1972                                  | 1.700                | kommunal                                                 | im Schulzentrum Vogelsang mit der Realschule Vogelsang |      |
| Sekundarschule   | Sekundarschule Solingen ⊙                                 | Gräfrath                  | 2013                                  |                      | kommunal                                                 | im Gebäude der ehemaligen Hauptschule Central auslaufende Schule: nimmt ab dem Schuljahr 2024/25 keine Schüler mehr in Klasse 5 auf. |      |
| Realschule       | Albert-Schweitzer-Schule ⊙                                | Wald                      | 1953/54                               |                      | kommunal                                                 | benannt nach Albert Schweitzer |      |
| Realschule       | Realschule Vogelsang ⊙                                    | Gräfrath                  | 1979/80                               | 1.700                | kommunal                                                 | im Schulzentrum Vogelsang mit dem Gymnasium Vogelsang |      |
| Realschule       | Theodor-Heuss-Schule ⊙                                    | Mitte                     | 1964                                  | 750                  | kommunal                                                 | benannt nach Theodor Heuss |      |
| Gesamtschule     | Alexander-Coppel-Gesamtschule ⊙                           | Mitte                     | 1982                                  | 1.350                | kommunal                                                 | benannt nach Alexander Coppel, bis 2015 Städtische Gesamtschule Solingen. Früher katholische Volksschule Kannenhof und ehemals Städtische Gesamtschule Solingen. |      |
| Gesamtschule     | Friedrich-Albert-Lange-Schule ⊙                           | Wald                      | 1990                                  |                      | kommunal                                                 | benannt nach Friedrich Albert Lange, NRW-Sportschule |      |
| Gesamtschule     | Geschwister-Scholl-Schule ⊙                               | Ohligs                    | 2009                                  | 1.300                | kommunal                                                 | 1985: Aufbau der zweiten Gesamtschule in Solingen am Standort Querstraße Der Name „Geschwister Scholl“ wird von der Gesamtschule Ohligs übernommen. Seit 2009: Gesamtschule im Ganztagsbetrieb an den beiden Standorten Querstraße 42 und Uhlandstraße 28, genannt die Scholle. |      |
| Gesamtschule     | Gesamtschule Höhscheid ⊙                                  | Höhscheid                 | 2014                                  |                      | kommunal                                                 | im Gebäude der ehemaligen Hauptschule Höhscheid, die 2019 geschlossen wurde |      |
| Gesamtschule     | Gesamtschule Vogelsang ⊙                                  | Gräfrath                  | 2024                                  |                      | kommunal                                                 | Schule wächst zunächst im Gebäude der Sekundarschule Central auf. |      |
| Grundschule      | Grundschule Am Rosenkamp ⊙                                | Wald                      | 1911                                  |                      | kommunal                                                 | |      |
| Grundschule      | Grundschule Aufderhöhe ⊙                                  | Aufderhöhe                |                                       |                      | kommunal                                                 | |      |
| Grundschule      | Grundschule Böckerhof ⊙                                   | Höhscheid                 | 1903                                  |                      | kommunal                                                 | |      |
| Grundschule      | Grundschule Bogenstraße ⊙                                 | Ohligs                    | 1894                                  |                      | kommunal                                                 | |      |
| Grundschule      | Grundschule Bünkenberg-Widdert ⊙                          | Widdert                   | 1890 (Bünkenberg), 1914 (Widdert)     |                      | kommunal                                                 | |      |
| Grundschule      | Grundschule Erholungstraße ⊙                              | Merscheid                 | 1899                                  |                      | kommunal                                                 | |      |
| Grundschule      | Grundschule Gerberstraße ⊙                                | Gräfrath                  | 1830                                  |                      | kommunal                                                 | |      |
| Grundschule      | Grundschule Gottlieb-Heinrich-Straße ⊙                    | Wald                      | nach 1962                             |                      | kommunal                                                 | |      |
| Grundschule      | Grundschule Katternberger Straße ⊙                        | Höhscheid                 |                                       |                      | kommunal                                                 | |      |
| Grundschule      | Grundschule Klauberg ⊙                                    | Mitte                     | 1968                                  |                      | kommunal                                                 | |      |
| Grundschule      | Grundschule Kreuzweg ⊙                                    | Mitte                     | 1872 (Kreuzweg) 1900 (Dingshaus)      |                      | kommunal                                                 | |      |
| Grundschule      | Grundschule Meigen ⊙                                      | Mitte                     | 1883                                  |                      | kommunal                                                 | |      |
| Grundschule      | Grundschule Scheidter Straße ⊙                            | Gräfrath                  | 1878                                  |                      | kommunal                                                 | |      |
| Grundschule      | Grundschule Schützenstraße ⊙                              | Mitte                     |                                       |                      | kommunal                                                 | |      |
| Grundschule      | Grundschule Stübchen ⊙                                    | Höhscheid                 | 1900                                  |                      | kommunal                                                 | |      |
| Grundschule      | Grundschule Südstraße ⊙                                   | Ohligs                    |                                       |                      | kommunal                                                 | |      |
| Grundschule      | Grundschule Uhlandstraße ⊙                                | Aufderhöhe                | 1974                                  |                      | kommunal                                                 | |      |
| Grundschule      | Grundschule Westersburg ⊙                                 | Wald                      | 1891                                  |                      | kommunal                                                 | |      |
| Grundschule      | Grundschule Wittkuller Straße ⊙                           | Wald Wittkuller Straße 23 |                                       |                      | kommunal                                                 | geschlossen 2010, seit 2015 Nebengebäude der Wilhelm-Hartschen-Schule |      |
| Grundschule      | Grundschule Weyer ⊙                                       | Wald                      | 1971                                  |                      | kommunal                                                 | |      |
| Grundschule      | Grundschule Wiener Straße ⊙                               | Höhscheid                 | 1932                                  |                      | kommunal                                                 | |      |
| Grundschule      | Grundschule Yorckstraße ⊙                                 | Gräfrath                  | 1904 (Ketzberg) 1968 (Yorckstr.)      |                      | kommunal                                                 | |      |
| Förderschule     | Carl-Ruß-Schule ⊙                                         | Merscheid                 |                                       |                      | kommunal                                                 | seit 2010 im Gebäude der ehemaligen Hauptschule Merscheid |      |
| Förderschule     | Erika-Rothstein-Schule ⊙                                  | Wald                      | 1899 (Delle) 1972 (Fritz-Reuter-Str.) |                      | kommunal                                                 | benannt nach der langjährigen Solinger Landtagsabgeordneten und ehrenamtlichen Bürgermeisterin Erika Rothstein, die Schule hieß bis zum 31. Juli 2016 Pestalozzi-Schule |      |
| Förderschule     | Wilhelm-Hartschen-Schule ⊙                                | Wald                      | 1890                                  |                      | kommunal                                                 | |      |
| Förderschule     | LVR Rheinische Schule für Erziehungshilfe ⊙               | Mitte Halfeshof 1         |                                       |                      | Landschaftsverband Rheinland                             | |      |
| Fachschule       | Zentralfachschule der Deutschen Süßwarenwirtschaft ⊙      | Gräfrath                  | 1951                                  |                      | Zentralfachschule der Deutschen Süßwarenwirtschaft e. V. | |      |
| ehemalige Schule | Förderschule Diesterweg ⊙                                 | Ohligs Wahnenkamp 1       |                                       |                      | kommunal                                                 | seit 2013 geschlossen, seitdem Nebengebäude des Mildred-Scheel-Berufskollegs |      |
| ehemalige Schule | Hauptschule Höhscheid – Gemeinschaftsschule ⊙             | Höhscheid                 |                                       |                      | kommunal                                                 | War bis 1967 die Volksschule Höhscheid, bis 1985 die Städt. Hauptschule Weeg und Brühl, seit 1985 Städtische Gemeinschaftsschule Höhscheid. Im Gebäude der ehemaligen Hauptschule Krahenhöhe auf der Schützenstraße 206, die Hauptschule wurde 2018/19 geschlossen              |      |
| ehemalige Schule | Hauptschule Central ⊙                                     | Gräfrath                  | 1968                                  |                      | kommunal                                                 | Die Schule wurde als vorletzte Hauptschule zum Ende des Schuljahres 2017/2018 geschlossen. |      |
| ehemalige Schule | Hauptschule Mangenberg ⊙                                  | Mitte Eintrachtstraße 31  | 1968                                  |                      | kommunal                                                 | wurde 2008 geschlossen, heute befindet sich dort das Zentrum für schulpraktische Lehrerausbildung Solingen |      |
| ehemalige Schule | Hauptschule Merscheid ⊙                                   | Merscheid                 | 1968                                  |                      | kommunal                                                 | wurde 1988 geschlossen |      |
| ehemalige Schule | Hauptschule Krahenhöhe ⊙                                  | Mitte Schützenstraße 206  |                                       |                      | kommunal                                                 | ging 2015 in der Hauptschule Höhscheid auf |      |
| ehemalige Schule | Hauptschule Ohligs ⊙                                      | Ohligs                    | 1968                                  |                      | kommunal                                                 | wurde 2015 geschlossen, im Gebäude befindet sich nun eine Dependance die Geschwister-Scholl-Schule |      |